# آژانس رتبه‌بندی اعتباری
آژانس سنجش اعتبار (به انگلیسی: credit rating agency) یا شرکت سنجش اعتبار یا مؤسسه رتبه‌بندی، یک شرکت دولتی یا سازمان ناسودبر است، که اطلاعات اعتباری افراد و شرکت‌ها را از طریق اعطاکنندگان اعتبار و سایر منابع موجود، جمع‌آوری نموده و سپس بر مبنای اطلاعات جمع‌آوری شده، در قالب امتیاز اعتباری، که منجر به شناسایی مشتریان خوش‌حساب و بدحساب می‌گردد، جهت تصمیم‌گیری بانک‌ها، در خصوص اعطای تسهیلات، ارائه می‌نمایند. روش‌های مختلفی به منظور تعیین رتبه اعتباری وجود دارد، که می‌توان به دو روش رتبه‌بندی عمومی و رتبه‌بندی اختصاصی اشاره کرد.